# 소안탑

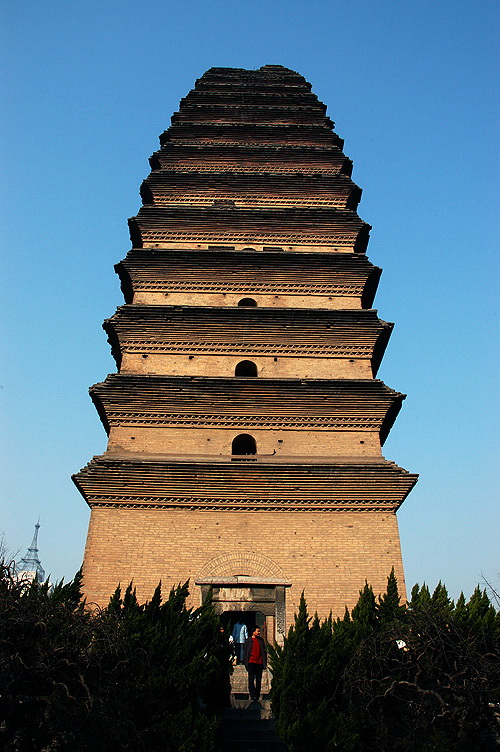
소안탑

소안탑(小雁塔)이란 중국 당나라 때 장안성 내의 젠푸사(천복사) 경내에 경용(707년 - 710년) 년간에 건립된 벽돌탑이다. 장안성의 성방에서는 좌가의 안인방( 구 안민방, 태종의 이름의 「백성」자를 피해 적음)의 서북쪽 구석에 해당되는 젠푸사의 탑머리 부도원에 지어졌다.

## 개요
높이는 현상으로 13층 43 m이지만, 당초는 15층 88 m 있었다고 여겨진다. 지진 등에 의해서 붕괴해 현재의 모습이 되어 있다. 젠푸사의 가람은 변칙적으로 배치되어 있어 소안탑은 안인방에 있지만, 젠푸사는 북린의 개화방에 있었다. 일명 화엄탑이라고도 한다.
송대 이후, 지진 등의 재해가 자주 있어, 여러 차례의 중수를 거쳐 오늘날의 모습이 되었다. 그 중에서도 가장 유명한 것은 명나라 가정 34년(1555년)에 기록된 탑 아래층에 남는 제기로 보이는 지진의 피해와 복구에 관련된 일화이다. 이 글에 따르면 지진에 의해서 탑이 두 개로 찢어졌는데, 다시 지진이 일어나 원래의 모습으로 돌아왔다고 한다. 성화 말년(1487년)에 일어난 지진으로 탑에 반대쪽이 보일만큼 균열되었지만, 정덕 말년(1521년) 지진에 의해 하룻밤만에 탑이 복구되었다고 기록되고 있다.

## 같이 보기
- 젠푸사